# Туар (виконтство)

Виконтство Туар на карте Франции 1328 года

Виконтство Туар (фр. Vicomté de Thouars) — средневековое княжество во Франции. Образовалось в IX веке, в 1563 году возведено в ранг герцогства.
Впервые упоминается в документе, датированном 833 годом (vicecomitatu Toarcensi).
В X веке состояло из города Туар и окружающей территории радиусом приблизительно 15-20 км. Затем виконтство расширилось за счёт пожалований графов Пуату (своих сюзеренов) в награду за службу.
В XI веке в результате женитьбы Жоффруа II на Агнес де Блуа были присоединены аббатства Бургёйл и Мармутье. Вассалами Туара были сеньории Эрво, Аржантон, Брессюир и Молеон.
У первой династии виконтов порядок наследования был своеобразным: от старшего брата власть переходила к младшим, и потом к сыновьям старшего брата. Причём титул виконта могли носить все члены рода — мужчины.
Во второй половине XII — первой трети XIII века правители Туара, умело балансируя между Плантагенетами (своими сюзеренами в качестве графов Пуату) и королями Франции, были фактически независимыми феодальными князьями.
Первая династия виконтов угасла в 1397 году, после чего Туар перешёл сначала к д’Амбуазам, потом к де Ла Тремойлям.
Виконт Луи III де Ла Тремойль в 1563 году за участие в Религиозных войнах был возведён в герцогское достоинство.

Герб виконтов Туара

## Список виконтов Туара
- 876—903 Жоффруа I
- 903—929 Савари I (сын, племянник или внук Жоффруа I)
- 929—936 Эмери I, брат
- 936—943 Савари II, сын
- 943 — ок. 960 Эмери II, брат
- ок. 960—987 Герберт I, сын
- 987—997 Эмери III, сын
- 997—1004 Савари III, брат
- 1004—1015 Рауль, брат
- 1015—1055 Жоффруа II, сын Савари III
- 1055—1093 Эмери IV, сын
- 1093—1104 Герберт II, сын
- 1104—1123 Жоффруа III, брат
- 1123—1127 Эмери V, сын
- 1127—1139 Эмери VI, сын Герберта II
- 1139—1151 Гильом I, сын Эмери V
- 1151—1173 Жоффруа IV, брат
- 1173—1226 Эмери VII, сын
- 1226—1229 Гуго I, брат
- 1229—1233 Раймон I, брат
- 1233—1242 Ги I, сын Эмери VII
- 1242—1246 Эмери VIII, брат
- 1246—1256 Эмери IX, сын Ги I
- 1256—1269 Рено (Реньо), брат
- 1269—1274 Савари IV, брат
- 1274—1308 Ги II, сын Эмери IX
- 1308—1332 Жан I, сын
- 1332—1333 Гуго II, брат
- 1333—1370 Луи I, сын Жана I
- 1370—1397 Перонелла.

Сестра Перонеллы Изабо де Туар вторым браком вышла замуж за Инжельжера I, сеньора Амбуаза и Берри. Их старший сын Пьер II д’Амбуаз унаследовал виконтство Туар.
- 1397—1426 Пьер II д’Амбуаз, внук Луи I де Туара
- 1426—1470 Луи д’Амбуаз, племянник.

В мае 1470 года король Людовик XI передал виконтство Туар своей дочери Анне, невесте Николя д’Анжу.
- 1470—1473 Анна Французская и Николя д’Анжу.

После смерти зятя Людовик XI конфисковал Туар и присоединил его к королевскому домену (1473—1483).
Де Ла Тремойли:
- 1483—1525 Луи II де Ла Тремойль, внук Луи д’Амбуаза.
- 1525—1541 Франсуа, внук
- 1541—1563 Луи III.

В 1563 году король Карл IX возвёл Туар в герцогское достоинство — в награду Луи III де Ла Тремойлю за его участие в Религиозных войнах.